# Zsögön Lenke
Osdolai Zsögön Lenke (férjezett nevén dr. mohai Szabó Andorné, majd Laczó Istvánné) (Kolozsvár, 1906. február 11. – Budapest, 1995. április 17.) opera-énekesnő (szoprán).

## Életpályája
Édesapja postafőigazgató volt. Már gyermekkorától rendszeresen szerepelt nyilvánosság előtt. Gimnáziumot, felsőkereskedelmi iskolát, végül a Zeneakadémia opera szakát végezte el. 
1924-től rendszeresen fellépett operettszerepekben. 1929-ben mutatkozott be az Operaházban Myrtale szerepében (Massenet: Thaïs). 1929–1930 között a Magyar Állami Operaház ösztöndíjasa volt. 1930-ban a Városi Színházhoz szerződött. 1941–1942 között a Kolozsvári Nemzeti Színház tagja volt. 
Elsősorban Wagner-zenedrámák és Strauss-operák főszerepeiben volt sikeres. Házasságkötése után visszavonult a fellépéstől, de vendégként több alkalommal szerepelt. A drámai szoprán szerepkörben énekelt.

## Magánélete
Férje, Laczó István (1904–1965) magyar operaénekes volt. Lánya, Laczó Ildikó énekes.
Sírja a Farkasréti temetőben található (34/2-1-35/36).

## Szerepei
- Verdi: Aida – Aida
- Mozart: Figaro házassága – Második leány
- Strauss: A rózsalovag – Marianne
- Humperdinck: Jancsi és Juliska – Boszorkány
- Wagner: Parsifal – 3. viráglány
- Puccini: Tosca – Floria Tosca
- Puccini: Turandot – Turandot hercegnő